# Nieuport XI
O Nieuport XI, foi um avião esportivo monoplano, monomotor francês de um ou dois lugares em configuração por tração com asas a meia altura, projetado por Édouard Nieuport, e construído pela Société Anonyme des Établissements Nieuport a partir de 1913.

## Projeto e desenvolvimento
Como um avião monoplano esportivo de um ou dois lugares, cada um com três opções de motorização diferentes, seu desenvolvimento, pode-se dizer, seguiu as linhas gerais do modelo Nieuport II.

## Histórico operacional
O Nieuport XI atuou entre 1913 e 1915. Com um desses modelos, equipado com asas mais longas e sem armamento, Georges Legagneux quebrou o recorde de altitude atingindo 6.160 m em 1913.

## Usuários
- França

## Especificação
Estas são as características do Nieuport XI
- Características gerais:
  - Tripulação: um, piloto
  - Comprimento: 6,49 m / 5,84 m
  - Envergadura: 9 m / 8,9 m
  - Altura: 2,4 m[nota 1]
  - Área da asa: 14,5 m² / 14,1 m²
  - Peso vazio: 270 kg
  - Peso carregado: 480 kg[nota 1]
  - Peso máx. de decolagem: 550 kg[nota 1]
  - Motor: 1 x motor giratório Gnome, de 50, 60 ou 80 hp.

- Performance:
  - Velocidade máxima: 110-115-120 km/h / 109-115-124 km/h
  - Alcance: 330 km[nota 1]
  - Teto de serviço: 4600 m[nota 1]
  - Razão de subida: 3000 m em 15 minutos[nota 1]
  - Potência/peso: 1.49 kW/kg[nota 1]

- Armamento
  - 1 x metralhadora Lewis ou Hotchkiss[nota 1]
  - 8 x foguetes ar-ar Le Prieur para uso contra balões de observação ou dirigíveis (opcional)[nota 1]